# بهلول‌آباد (باخرز)
بهلول آباد روستایی در دهستان مالین بخش مرکزی شهرستان باخرز استان خراسان رضوی ایران است که در سال ۱۲۳۷ .  توسط مصیب بیدل و افضل  افضلی پایه گذاری گردید و رفته رفته بر جمعیت این روستا افزوده شد .   بر پایه سرشماری عمومی نفوس و مسکن در سال ۱۳۹۰ جمعیت این روستا ۲٬۲۷۳ نفر (در ۵۴۰ خانوار) بوده است
.

## مکان های دیدنی روستا
پیر بنوش: یکی از جا های خوب روستا که مردم روستا برای تفریح به انجا میروند و و هم چنین یک مکان زیارتی هم هست خلاصه یک مکان خوب و دیدنی است۰' زاغه : این مکان هم در کنار کوه قرار دارد و گله چشمه: که پر از حفره های اب زیر زمینی است البته این مکان هم دیدن دارد سد شهید دهقان: که البته این مکان هم دیدنی است این سد از اب های سیل مناطق زیادی پر می شود و برای کشاورزی روستا استفاده میشود این مکان در فصل خو پر از پرنده ای مهاجر میشود۰
غذاهای محلی روستا: کشک زرد و قروت و قلور شیر و ......
محصولات روستا : کشک زرد و سفید به صورت خشک و روغن حیوانی و مسکه و فروش گوسفند و.....